# Harlej
Harlej je česká rocková skupina z Prahy a Mostu, která vznikla v roce 1995.

## Historie
Kapela vznikla na jaře roku 1995 v Praze. Všichni zakládající členové byli tou dobou v nějaké hudební skupině a buď ji opustili, nebo se k Harleji jen připojili. Tito členové byli Hereš a Rauer (zůstali členy Alkeholu), Šafránek s Rauerem (odešli z Brianu), Fiala (Kreyson) a Šůra (Band Viléma Čoka) odešli z Johna Dovanniho. Styl nové skupiny se ale od těchto bývalých velmi lišil.
Koncem roku 2001 z kapely odešli tři členové – Richard Karč, Ota Hereš a Dan Šůra a byli nahrazeni členy Debustrolu – Martinem „Kolinssem“ Kolínským, Martinem Volákem a Liborem Fantou (Fanta a Volák později z Debustrolu odešli).
V roce 2005 Harlej natočil svůj dvouapůlhodinový koncert v Plzni a vzniklo první DVD skupiny nazvané Když chválíme, tak vás. Na natáčení se podílelo několik zvláštních hostů jako Divokej Bill, Komunální odpad či Olda Říha. Zároveň se odehrálo zatím poslední vystoupení původní sestavy.
Od roku 2006 je frontmanem Tomáš Hrbáček, který spolupracoval i se skupinou Mash. Šafránek se po odchodu stal členem Walda Gang.
V roce 2010 ke svým dovršeným patnácti rokům Harlej znovu nahrál své nejoblíbenější hity do CD Harlejland. V roce 2011 vydala kapela CD Máme vlka, k němuž natočila videoklip Cesta do ráje. V roce 2012 skupina vydala další řadové album s názvem Teleskopický tele a natočila videoklip k písni Katalog, ve kterém si zahráli lidé především z jejich fanklubu. Následně kapela vyjela na turné a festivalové koncerty, vrcholem bylo vystoupení na festivalu Votvírák, na němž Harlej sklidil velký ohlas.

## Diskografie

### CD
- 1995 Aj mena ou bejby hel
- 1997 Harlej krišna
- 1998 Hárlejova kometa
- 2000 Zastavte tu vodu
- 2002 Musíme se pochválit, máme auto z (M)mostu
- 2004 Když chválím, tak sebe
- 2006 Čtyři z punku a pes
- 2008 Harlej University
- 2010 Harlejland (Best Of)
- 2011 ...máme vlka
- 2012 Teleskopický tele
- 2014 Na prodej
- 2017 Hodný holky zlý kluky chtěj
- 2020 Smutku dávám sbohem
- 2023 Zatím je to dobrý

### DVD
- 2005 Když chválíme, tak Vás
- 2016 20 let / Tak tady máš, Bože, co jsi chtěl
- 2018 Šmidli fidli